# 司馬休之
司馬休之（4世纪？—417年），字季預，河內溫縣（今河南溫縣）人。晉朝宗室，譙王司馬恬的第三子。在晉官至平西將軍、荊州刺史。曾先後因國亂而出奔南燕及後秦，在後秦為劉裕所滅後，轉投北魏。

## 生平

### 少歷清塗
司馬休之年輕時就任高貴顯要的職位，又因其兄司馬尚之甚受當政的司馬道子倚仗，故於隆安二年（398年）王恭叛亂時，司馬道子就以司馬休之為襄城太守，與兩位兄長司馬尚之及司馬恢之各擁兵權，以支援司馬道子。叛亂平定後，司馬休之就官拜龍驤將軍、襄城太守，鎮守歷陽（今安徽和縣）。

### 投奔南燕
元興元年（402年），司馬元顯下令討伐荊州刺史桓玄，桓玄因而率軍東下建康（今江蘇南京市），並派了將領馮該進攻歷陽。司馬休之原本固守城池，但在其兄司馬尚之兵敗後就率五百兵出城作戰，不能取勝。司馬休之於是攜同子姪北逃南燕。

### 返回晉廷
元興三年（404年），劉裕起兵討伐桓玄，並攻下建康，司馬休之當時在南燕也捲入劉敬宣、高雅之的流產政變而要南奔，於是乾脆南歸東晉。時承制的大將軍司馬遵以他為監荊益梁寧秦雍六州諸軍事、領荊州刺史。同年晉軍一度收復荊州治所江陵（今湖北江陵），但不久即為桓振攻陷，直至次年才再被收復。不過司馬休之到江陵後不久，桓振又率軍來襲，司馬休之不敵而北逃襄陽（今湖北襄陽市），只因劉懷肅等擊殺桓振才得以還鎮。不過，司馬休之兵敗令江陵失守就令他遭到彈劾，被免官並徵還建康，改任後將軍、會稽內史。
義熙八年（412年），劉裕討伐荊州刺史劉毅，就以司馬休之都督荊益梁寧秦雍六州諸軍事、平西將軍、荊州刺史。司馬休之在荊州頗得當地人心。義熙十年（414年）時在建康的兒子譙王司馬文思被指擅殺官吏，其黨羽皆被誅殺，司馬休之亦上請解職，但不獲允許。劉裕因司馬文思「性兇暴，好通輕俠」而甚為厭惡他，於是將其執送荊州，要司馬休之「自為其所」，暗示司馬休之殺死他。不過司馬休之只上表廢司馬文思為庶人，令劉裕大感不悅，即命江州刺史孟懷玉防備。

### 出逃後秦
義熙十一年（415年），劉裕收捕了司馬休之在建康的次子司馬文寶及侄兒司馬文祖，並將二人殺害，又親自率軍討伐司馬休之。當時雍州刺史魯宗之自覺不容於劉裕，就派了魯軌支援司馬休之。劉裕到後，魯軌及司馬文思率四萬荊州府軍沿著江邊懸崖防守，令渡江的劉裕不能進攻。後建武將軍胡藩以刀柄鑿石，在崖上鑿出了一些勉強能容納手腳放上去的位置，並由此攀登至崖頂。胡藩登頂後就與一些能跟上他的士兵進攻，司馬文思等防守失敗，稍稍後退，劉裕把握機會進攻，終令司馬文思潰敗，司馬休之與魯宗之北逃襄陽，魯宗之參軍李應卻閉門不納，二人於是與魯軌、司馬文思、新蔡王司馬道賜、馬敬、魯範一同在當地人保衞下北奔後秦。

### 投降北魏
司馬休之到了後秦首都長安（今陝西西安）後，獲後秦皇帝姚興任命為揚州刺史。義熙十三年（417年）劉裕滅後秦，司馬休之、司馬文思、司馬國璠、司馬道賜、魯軌、韓延之、刁雍、王慧龍及桓溫之孫桓道度、桓道子、族人桓謐、桓璲、陳郡人袁式等數百人向北魏司徒長孫嵩請降。一個多月後，司馬休之在長孫嵩回軍的路上去世。北魏追贈征西大將軍、右光祿大夫，諡始平聲公。

## 子女
- 司馬文思，司馬休之長子，因司馬尚之被桓玄所殺，故繼嗣譙王爵位。後隨父北奔北魏，在魏也被封譙王，官至征南大將軍。
- 司馬文寶，司馬休之次子，劉裕討伐司馬休之時被收捕廷尉，處死。

## 延伸阅读
[在维基数据编辑]
 《魏書·卷37》，出自魏收《魏书》
 《北史·卷029》，出自李延壽《北史》